# Медресе Джафарходжа Накиб
Медресе Джафарходжа Накиб — медресе находящееся в Бухаре (Узбекистан). В настоящее время это медресе не сохранилось. Медресе Джафарходжа Накиб было построено в восемнадцатом веке в Джафарходжа Гузаре во время правления Убайдуллахана, правителя аштарханидов, правившего Бухарским ханством. Источники сообщают, что в этом медресе обучались 40 мударрисов. Ученый-исследователь Абдусаттор Джуманазаров изучил ряд вакфных документов, относящихся к этому медресе, и привел информацию, относящуюся к медресе. Сохранились копии документов о пожертвованиях, относящихся к медресе Джафарходжа Накиб. Документы этого фонда были скопированы при Бухарском эмире Амире Шахмураде. В них написано, что медресе было построено из прочного кирпича, горного камня и дерева. Медресе имело 19 комнат из дерева и один купол. К западу от медресе Джафарходжа накиба находился мактаб из жженого кирпича, к востоку-прямоугольная тахоратхона, к северу-хауз, к югу- широкая улица. Для этого медресе было пожертвовано много территорий, а также несколько территорий в районе озера Навак Дарган, суфрадор, бачкас, баязд Дарган в провинции Чорджой, Арна в Караколе, Пароканда в Шофиркоме, Карджан. По словам Абдурауфа Фитрата, ежегодное пожертвование этого медресе составляло 250 000 монет. По словам Ольги Сухаревой, это медресе состояло из 50 комнат. Мухаммад Джафарходжа Накиб жил во времена правителей аштарханидов Субхонкули-хана и Убайдуллахана, которые правили Бухарой. Он был возведен в ранг накиба при Убайдуллахане. Садри Зия писал, что в этом медресе было 18 келий . Медресе Джафарходжа Накиба состояло из 19 келий. Это медресе построено в стиле среднеазиатской архитектуры. Медресе было построено из прочного кирпича, дерева, камня и ганча.